# Piligrim XXI
Piligrim XXI® (Пилигрим 21) — первая российская IT компания, работающая на международном рынке дополненной реальности (AR) в индустрии путешествий. С 2014 компания создает международную сеть парков дополненной реальности под открытым небом предлагая туристам возможность совместить реальное путешествие и путешествие во времени. При помощи обычного смартфона путешественники могут своими глазами увидеть исчезнувшие архитектурные шедевры и исторические события в реальном времени и пространстве. Сервис ориентирован на массовый рынок и адаптирован под любые модификации недорогих шлемов и очков дополненной и виртуальной реальности. С 2015 года компанией разрабатывается собственная платформа предназначенная для удаленного позиционирования и управления пространством дополненной реальности. . Piligrim XXI является резидентом Инновационного Центра «Сколково» (Москва) и бизнес-инкубатора «Ингрии»(Санкт-Петербург)

## История
Компания была создана летом 2013 года. В этом же году стала резидентом БИ «Ингрия» и была проинвестирована Фондом предпосевных инвестиций Санкт-Петербурга.
В 2014 году компанией был запущен первый в мире парк дополненной реальности Ludza Castle в Латвии. За сезон сервис привлек 60 тысяч пользователей и увеличил туристический поток в регионе на 30 %.
В настоящее время работает восемь парков дополненной реальности Piligrim XXI. Три парка открыты в России и пять в странах Европейского Союза: Латвии, Болгарии, Италии, Франции, Эстонии.
В 2016 долю в 25 % компании принадлежащих «Фонд предпосевных инвестиций (ФППИ)» купила испанская компания The Next Big Wow, S.L

## Деятельность
До 2017 года компания развивала сеть парков дополненной реальности как самостоятельный проект. Создавала под заказ мобильные AR\VR приложения для игровых и музейных проектов. Разрабатывала решения в сфере рекламы и маркетинга на основе смешанной реальности и видео 360.
Piligrim XXI разрабатывал собственную платформу удаленного позиционирования и управления объектами дополненной реальности. В настоящий момент реализован собственный SDK для качественного трекинга на мобильных устройствах средней ценовой категории.
16 августа 2017 года, в рамках ICO-Hypethon Архивная копия от 13 августа 2017 на Wayback Machine Piligrim XXI заявил о переходе от разработки платформы удаленного позиционирования объектов дополненной реальности к разработке экосистемы дополненной реальности Arcona®.
ARCONA обеспечивает связь слоя дополненной реальности с естественными маркерами на поверхности земли. В основе системы лежит автоматизированная платформа, сочетающая функционал распределенной ГИС системы, технологии 3D симуляции, искусственного интеллекта и принципы блокчейн-архитектуры.
Доступ к слою дополненной реальности в локации может осуществляться, при помощи различных мобильных устройств (смартфонов, планшетов, смартфонов + гарнитур доп. реальности, шлемов типа HoloLens, AR линз и т. д.) с установленным клиентским приложением AR Viewer.
AR Viewer — бесплатное кросс-платформенное многопользовательское ПО позволяющее пользователю системы исследовать дополненную реальность перемещаясь одновременно в реальном мире и в связанном с ним цифровом пространстве.
Слой дополненной реальности «Цифровая земля» — основной сервис, предоставляемой системой Arcona. Система обеспечивает доступ к среде разработки содержащей 3D модели земного ландшафта, снабженных функционалом для построения на базе этих моделей систем дополненной реальности.
«Цифровая земля» — логически связана с поверхностью планеты, а значит имеет естественные пределы, ограниченные 12 % (180 000 000 000 ар) всей поверхности земного шара, освоенной человечеством.
Слой дополненной реальности, подготовленный для удаленного размещения виртуальных объектов, будет разделен на равные участки (parcel) размером 1 ар (10 х 10 м = 100 м.кв). Ар — это цифровой актив, равный одной миллиардной доли от всей возможной территории сгенерированной «цифровой земли». Его можно приобрести при помощи токенов под названием ARCONA.
На одном физическом сервере может быть сгенерирован регион «цифровой земли» площадью 200×200 м.кв. или 400 ар. По техническим причинам каждый участок «цифровой земли» может поддерживать ограниченное количество виртуальных объектов. Это называется емкостью земли (Capacity) Стандартный участок площадью в 1 ар сможет содержать до 20 объектов.
Собрав пул из нескольких участков (аров) можно увеличить емкость земли (Capacity) для поддержки большего количества объектов. Arcona предоставляет возможность собрать пул из участков не имеющих общих границ, и передать на один участок емкость всех аров пула земельных владений.
Перенос емкости (Capacity Transfer). Данное решение дает системе возможность генерировать слой дополненной реальности и вовлекать в активный оборот «цифровые земли» лежащие за пределами территорий с высоким трафиком.

### Реализованные парки дополненной реальности
- Приложение «Ludza Castle» (г.Лудза, Латвия)[5]
- Приложение «Имение Алтунъ» (Пушкинские горы, Россия)[6]
- Приложение «Крейсер Аврора» (Санкт-Петербург, Россия)[7]
- Приложение «Bastille Fortress» (Париж, Франция)[8]
- Приложение «Дорога жизни» (Ленинградская обл., Россия)[9]
- Приложение «Pompeyscope» (Помпеи, Италия)[10]
- Приложение «Old Nessebar» (Несебр, Болгария)[11]
- Приложение «Narva Battle» (Нарва, Эстония, Ивангород, Россия)[12]

### Проект Arcona -  экосистема дополненной реальности
Портал Arcona marcetplace - первая очередь Arcona Ecosystem  

### Победы в отраслевых конкурсах
В 2014 году Piligrim XXI стал победителем Санкт-Петербургского этапа Russian Startup Tour , а также был признан победителем всероссийского конкурса на получение грантов фонда Microsoft Seed Fund,.
На Startup Village — победа в номинации «Технологии в кармане»..
В конкурсе Web Ready — третье место в номинации Seed. Получен специальный приз от компании Intel Software. Сервис Piligrim XXI назван самым актуальным проектом для массового пользователя.
Piligrim XXI стал финалистом федерального конкурса-акселератора GenerationS, и получили грант от Фонда содействия развитию малых форм предприятий в научно-технической сфере.
Piligrim XXI вошел в ТОП-50 самых перспективных российских стартапов 2014 года по версии Russian Startup Rating в категории IT/Internet/Mobile и получил наивысший инвестиционный рейтинг ААА .
В 2015 году по итогам конкурса «Открытые инновации» Piligrim прошел акселерационную программу FABERNOVEL на базе инновационного центра Numa в Париже. При поддержке фонда РВК проект представил российские инновационные разработки на крупнейшей европейской технологической конференции LeWeb (Париж) и вошел в число TOP 10 world startups.
В 2017 году по версии международного IT портала Disruptor Daily Архивная копия от 7 августа 2017 на Wayback Machine компания Piligrim XXI вошла в Топ-100 Архивная копия от 4 июля 2017 на Wayback Machine глобальных технологических проектов, которые изменят наш мир, наравне с Tesla, Nvidia и eyeHand, и в Топ-10 Архивная копия от 29 ноября 2018 на Wayback Machine технологических компаний, которые взорвут мировую индустрию туризма.

## СМИ о компании
- Архивная копия от 15 сентября 2016 на Wayback Machine
- Архивная копия от 13 сентября 2016 на Wayback Machine
- Архивная копия от 23 сентября 2016 на Wayback Machine
- (недоступная ссылка)
- Архивная копия от 24 сентября 2016 на Wayback Machine
- l
- Архивная копия от 13 сентября 2016 на Wayback Machine
- Архивная копия от 19 августа 2014 на Wayback Machine
- Архивная копия от 27 января 2016 на Wayback Machine
- Архивная копия от 1 февраля 2017 на Wayback Machine
- Архивная копия от 30 декабря 2017 на Wayback Machine
- Архивная копия от 13 сентября 2016 на Wayback Machine
- Архивная копия от 3 января 2015 на Wayback Machine
- Архивная копия от 25 апреля 2014 на Wayback Machine
- Архивная копия от 20 сентября 2016 на Wayback Machine
- Архивная копия от 20 сентября 2016 на Wayback Machine
- Архивная копия от 26 апреля 2015 на Wayback Machine
- Архивная копия от 11 июля 2016 на Wayback Machine
- Архивная копия от 30 августа 2014 на Wayback Machine
- Архивная копия от 6 августа 2016 на Wayback Machine
- Архивная копия от 23 ноября 2016 на Wayback Machine
- Архивная копия от 4 августа 2020 на Wayback Machine
- (недоступная ссылка)
- Архивная копия от 15 сентября 2016 на Wayback Machine